# Canton de Puiseaux
Le canton de Puiseaux est une ancienne division administrative française, située dans le département du Loiret en région Centre-Val de Loire.
Il est créé sous la Révolution française en 1790 et disparait sous la Cinquième République en 2015.

## Histoire
Le canton est créé le 10 février 1790 sous la Révolution française. Il est alors inclus dans le district de Pithiviers.
À la suite de la suppression des districts et de la création des arrondissements qui survient en 1801 (9 vendémiaire, an X) sous le Premier Empire, le canton se voit rattaché à l'arrondissement de Pithiviers.
Le redécoupage des arrondissements intervenu en 1926 supprime l'arrondissement de Pithiviers et rattache deux de ses cantons, dont le canton de Puiseaux, à l'arrondissement de Montargis. Le nouveau découpage de 1942 recréé l'arrondissement de Pithiviers dans l'état où il se trouvait avant 1926.
À la suite du redécoupage voté en 2014, le canton de Puiseaux disparaît en mars 2015.

### Évolution de la composition du canton
| Nom                     | Année d'intégration | Canton précédent | Année de sortie | Canton suivant                |
| ----------------------- | ------------------- | ---------------- | --------------- | ----------------------------- |
| Augerville-la-Rivière   | 1790                | -                | 2015            | Malesherbes                   |
| Aulnay-la-Rivière       | 1790                | -                | 2015            | Malesherbes                   |
| Boësses                 | 1790                | -                | 2015            | Malesherbes                   |
| Briarres-sur-Essonne    | 1790                | -                | 2015            | Malesherbes                   |
| Bromeilles              | 1790                | -                | 2015            | Malesherbes                   |
| Desmonts                | 1790                | -                | 2015            | Malesherbes                   |
| Dimancheville           | 1790                | -                | 2015            | Malesherbes                   |
| Échilleuses             | 1790                | -                | 2015            | Malesherbes                   |
| Grangermont             | 1790                | -                | 2015            | Malesherbes                   |
| La Neuville-sur-Essonne | 1790                | -                | 2015            | Malesherbes                   |
| Ondreville-sur-Essonne  | 1790                | -                | 2015            | Malesherbes                   |
| Orville                 | 1790                | -                | 2015            | Malesherbes                   |
| Puiseaux                | 1790                | -                | 2015            | Malesherbes                   |
| Villereau               | 1790                | -                | 1821            | Absorbé par Aulnay-la-Rivière |

## Représentation

### Liste des conseillers généraux successifs (1833 à 2015)
| Période                                  | Période      | Identité                       | Étiquette                | Qualité                                                                                             |
| ---------------------------------------- | ------------ | ------------------------------ | ------------------------ | --------------------------------------------------------------------------------------------------- |
| 1833                                     | 1891 (décès) | Antoine Dumesnil               | Centre gauche            | Propriétaire, Avocat à la Cour de cassation Maire de Puiseaux (?-?) Sénateur du Loiret (1876-1888)  |
| 1891                                     | 1903 (décès) | Jules Boudin                   | Républicain              | Notaire Maire de Puiseaux, conseiller d'arrondissement                                              |
| 1903                                     | 1919         | Eugène Bordry                  | Républicain Progressiste | Industriel Maire de Puiseaux                                                                        |
| 1919                                     | 1922         | Gaétan Barbe                   | Radical                  | Hôtelier, conseiller municipal de Puiseaux                                                          |
| 1922                                     | 1940         | Émile Tinet                    | Radical                  | Négociant en engrais Maire de Puiseaux Nommé conseiller départemental en 1943                       |
|                                          |              | Seconde Guerre mondiale        |                          | |
| 1945                                     | 1965 (décès) | Paul Ciccoli                   | Radical-RGR              | Directeur d'école honoraire Maire de Puiseaux                                                       |
| 1965                                     | 1973         | Louis Desrousseaux (1896-1981) | SE                       | Secrétaire d'ambassade Maire de Puiseaux                                                            |
| 1973                                     | 2004         | Pierre Frérot                  | DVD puis RPR             | Médecin Maire de Puiseaux (1983-1995)                                                               |
| 2004                                     | 2015         | Christian Blumenfeld           | UMP                      | Professeur d'EPS retraité Maire de Puiseaux (1995-2008) Vice-président du Conseil général du Loiret |
| Les données manquantes sont à compléter. |              |                                |                          | |

### Conseillers d'arrondissement (de 1833 à 1940)
Le canton de Puiseaux avait deux conseillers d'arrondissement jusqu'en 1926.
| Période                                  | Période          | Identité                                | Étiquette   | Qualité |
| ---------------------------------------- | ---------------- | --------------------------------------- | ----------- | --- |
| 1833                                     | 1848             | Louis Martin Chambon (1777-1861)        |             | Chirurgien, officier de santé, maire de Puiseaux                                                            |
| 1833                                     | 1845             | Étienne Louis Devilliers                |             | Juge de paix, avocat, notaire honoraire, propriétaire à Puiseaux                                            |
| 1845                                     | ap.1852          | Alexis Théodore Dumoulin                |             | Juge de paix à Puiseaux                                                                                     |
| 1848                                     | 1861             | Louis François Chambon fils (1807-1861) |             | Chirurgien, Puiseaux                                                                                        |
|                                          |                  |                                         |             | |
| 1877                                     |                  | Simon Théodore Combe                    |             | Notaire à Puiseaux                                                                                          |
|                                          |                  |                                         |             | |
| av.1887                                  | 1891 (démission) | Jules Boudin                            | Républicain | Notaire, maire de Puiseaux                                                                                  |
| 1891                                     |                  | Pierre Luche                            | Républicain | Propriétaire à Puiseaux                                                                                     |
|                                          |                  |                                         |             | |
|                                          | 19..             | Armand Aristide Vasse                   |             | Instituteur retraité à Puiseaux                                                                             |
| 19..                                     | 1937             | Fernand Mesnil                          |             | Négociant à Puiseaux                                                                                        |
| 1937                                     | 1940             | M. Moreau                               | Rad.ind.    | Conseiller municipal de Puiseaux                                                                            |
| 1940                                     |                  |                                         |             | Les conseils d'arrondissement ont été suspendus par la loi du 12 octobre 1940 et n'ont jamais été réactivés |
| Les données manquantes sont à compléter. |                  |                                         |             | |

### Résultats électoraux détaillés

#### Élections cantonales de 2004
Lors des élections cantonales de 2004, Christian Blumenfeld   (UMP) est élu au 2e tour avec 69,29 % des suffrages exprimés, devant André Beaudoin (FN) (30,71 %). Le taux de participation est de 66,73 % (3 151 votants sur 4 722 inscrits).
- 1er tour :

| Nom                  | Parti politique | Nb de voix | score obtenu |
| -------------------- | --------------- | ---------- | ------------ |
| André Beaudoin       | FN              | 495        | 16,33 %      |
| Gérard Brichard      | Divers          | 288        | 9,50 %       |
| Arnaud Mellinger     | UMP             | 320        | 10,56 %      |
| Christian Blumenfeld | UMP             | 761        | 25,11 %      |
| Damien Prud’Homme    | Divers          | 376        | 12,41 %      |
| Yves Tartinville     | Divers Droite   | 295        | 9,73 %       |
| Didier Naudet        | PS              | 260        | 8,58 %       |
| Jean-Pierre Marieu   | Ext Gauche      | 65         | 2,147 %      |
| Jacques Clouseau     | PC              | 171        | 5,64 %       |
| Jacques Clouseau     | PCF             | 49         | 4 %          |

- 2e tour :

| Nom                  | Parti politique | Nb de voix | score obtenu | résultat |
| -------------------- | --------------- | ---------- | ------------ | -------- |
| André Beaudoin       | FN              | 860        | 30,71 %      | battu    |
| Christian Blumenfeld | UMP             | 1940       | 69,29 %      | élu      |

#### Élections cantonales de 2011
Lors des élections cantonales de 2011, Christian Blumenfeld (UMP) est élu au 2e tour avec 52,35 % des suffrages exprimés, devant Gérard Brichard (Alliance centriste) (47,65 %). Le taux de participation est de 44,39 % (2 226 votants sur 5 015 inscrits).

## Géographie

### Composition
En 2015, année de sa disparition, le canton de Puiseaux, d'une superficie de 123 km2, est composé de treize communes.
| Nom                     | Code Insee | Intercommunalité           | Superficie (km2) | Population (dernière pop. légale) | Densité (hab./km2) |
| ----------------------- | ---------- | -------------------------- | ---------------- | --------------------------------- | ------------------ |
| Augerville-la-Rivière   | 45013      | CC du Pithiverais-Gâtinais | 4,03             | 233 (2014)                        | 58                 |
| Aulnay-la-Rivière       | 45014      | CC du Pithiverais-Gâtinais | 16,14            | 512 (2014)                        | 32                 |
| Boësses                 | 45033      | CC du Pithiverais-Gâtinais | 13,13            | 410 (2014)                        | 31                 |
| Briarres-sur-Essonne    | 45054      | CC du Pithiverais-Gâtinais | 8,23             | 519 (2014)                        | 63                 |
| Bromeilles              | 45056      | CC du Pithiverais-Gâtinais | 14,75            | 323 (2014)                        | 22                 |
| Desmonts                | 45124      | CC du Pithiverais-Gâtinais | 4,76             | 167 (2014)                        | 35                 |
| Dimancheville           | 45125      | CC du Pithiverais-Gâtinais | 2,35             | 123 (2014)                        | 52                 |
| Échilleuses             | 45131      | CC du Pithiverais-Gâtinais | 12,43            | 391 (2014)                        | 31                 |
| Grangermont             | 45159      | CC du Pithiverais-Gâtinais | 3,93             | 201 (2014)                        | 51                 |
| La Neuville-sur-Essonne | 45225      | CC du Pithiverais-Gâtinais | 9,19             | 377 (2014)                        | 41                 |
| Ondreville-sur-Essonne  | 45233      | CC du Pithiverais-Gâtinais | 6,57             | 402 (2014)                        | 61                 |
| Orville                 | 45237      | CC du Pithiverais-Gâtinais | 7,19             | 118 (2014)                        | 16                 |
| Puiseaux                | 45258      | CC du Pithiverais-Gâtinais | 20,32            | 3 368 (2014)                      | 166                |

### Démographie

#### Évolution démographique
En 2012, le canton comptait 7 061 habitants.
| 1962  | 1968  | 1975  | 1982  | 1990  | 1999  | 2006  | 2011  | 2012  |
| ----- | ----- | ----- | ----- | ----- | ----- | ----- | ----- | ----- |
| 4 842 | 4 708 | 4 850 | 5 226 | 5 924 | 6 392 | 6 876 | 7 033 | 7 061 |

#### Âge de la population
La pyramide des âges, à savoir la répartition par sexe et âge de la population, du canton de Puiseaux en 2009 ainsi que, comparativement, celle du département du Loiret la même année sont représentées avec les graphiques ci-dessous.
La population du canton comporte 49,3 % d'hommes et 50,7 % de femmes. Elle présente en 2009 une structure par grands groupes d'âge similaire à celle de la France métropolitaine. Il existe en effet 100 jeunes de moins de 20 ans pour cent personnes de plus de 60 ans, soit un indice de jeunesse de 1, alors que pour la France cet indice est de 1,06. L'indice de jeunesse du canton est également inférieur à celui  du département (1,1) et supérieur à celui de la région (0,95).
| Hommes | Classe d’âge | Femmes |
| ------ | ------------ | ------ |
| 0,5    | 90 ans ou +  | 1,2    |
| 8,5    | 75 à 89 ans  | 10,9   |
| 12,7   | 60 à 74 ans  | 14,8   |
| 21,7   | 45 à 59 ans  | 20,5   |
| 21,2   | 30 à 44 ans  | 20,7   |
| 15,2   | 15 à 29 ans  | 13,9   |
| 20,2   | 0 à 14 ans   | 18,1   |

| Hommes | Classe d’âge | Femmes |
| ------ | ------------ | ------ |
| 0,4    | 90 ans ou +  | 1,1    |
| 6,6    | 75 à 89 ans  | 9,5    |
| 13,4   | 60 à 74 ans  | 13,9   |
| 20,1   | 45 à 59 ans  | 20,0   |
| 20,3   | 30 à 44 ans  | 19,5   |
| 19,3   | 15 à 29 ans  | 17,7   |
| 19,9   | 0 à 14 ans   | 18,2   |

### Statistiques
|    | Labours | Labours | Prés | Prés | Vignes | Vignes | Bois | Bois | Divers | Divers | Total |
| -- | ------- | ------- | ---- | ---- | ------ | ------ | ---- | ---- | ------ | ------ | ----- |
| ha | %       | ha      | %    | ha   | %      | ha     | %    | ha   | %      | ha     |       |
|    |         |         |      |      |        |        |      |      |        |        |       |